# Штурмове (Севастополь)
Штурмове (до 1948 року — Яни́-Шулі́; крим. Yañı Şüli) — віддалена частина міста Севастополя, в Балаклавському районі.
14 серпня 1962 року не має статусу окремого населеного пункту в складі Балаклавського району Севастопольської міськради.
З 7 вересня 2023 року місцевість передана до Бахчисарайського району Автономної Республіки Крим, однак, вона досі не має статусу окремого населеного пункту.
2014 року після окупації Криму РФ окупаційна адміністрація почала вважати населений пункт як село.

## Географія
Розташовано в північно-західній частині району за 6 км на північ від Балаклави, висота центру села над рівнем моря 18 м. Знаходиться в долині річки Чорної, на лівому березі, біля північного схилу Федюхіних висот і підніжжя Сапун-Гори, у західній околиці селища проходить об'їзна севастопольська автодорога P-27. Найближчий населений пункт — селище Цукрова Головка, за 1 км на північ.